# Giuseppe D'Alessandro
Giuseppe D'Alessandro (Benevento, 25 febbraio 1915 – 30 aprile 1984) è stato un politico e medico italiano.

## Biografia
Nato a Benevento nel 1915 da Nicola D'Alessandro e Concetta Barrillo, conseguì la laurea in medicina a soli ventidue anni e prese servizio come medico durante la seconda guerra mondiale. Comandante del Gruppo cavalieri di Neghelli, venne fatto prigioniero in Kenya, dove rimase cinque anni, per poi rientrare a Benevento nel 1946. Aderì al Movimento Sociale Italiano, partito del quale fu segretario provinciale, e venne eletto più volte sia in consiglio comunale sia alla Provincia di Benevento. Dal maggio 1955 al giugno 1956 fu sindaco di Benevento. Eletto nel 1966 presidente dell'ordine dei medici beneventani, fu più volte riconfermato. Morì nel 1984. Fu il padre di Sandro Nicola, anch'egli sindaco di Benevento.